# Зайцев Володимир Терентійович
Володи́мир Тере́нтійович За́йцев (5 березня 1930, Харків — 27 липня 1999, Харків) — хірург, доктор медичних наук (1976), професор (1978). Заслужений діяч науки УРСР (1983), лауреат Державної премії УРСР у галузі науки і техніки (1990). У 1974—1999 — директор Інституту загальної та невідкладної хірургії АМНУ.

## Життєпис
Народився в Харкові в робітничій сім'ї.
У 1948 р. вступив на лікувальний факультет Харківського медичного інституту, в 1954 р. закінчив його з відзнакою. Залишився працювати там же, починав свою роботу клінічним ординатором до завідувача хірургічної кафедри.
З 1961 р. працював асистентом, а у 1965—1969 — доцентом кафедри торакоабдомінальної хірургії в Українському інституті удосконалення лікарів (Харків), яким в цей період керував академік О. Шалімов. У 1963 р. захистив кандидатську дисертацію «Кисень крові при внутрішньовенному переливанні крові та введення кровозамінних рідин в хірургії» (керівник — О. Шалімов).
У 1969 р. був обраний завідувачем кафедри госпітальної хірургії педіатричного факультету Харківського державного медичного інституту, а в 1970 р. — завідувачем кафедри госпітальної хірургії лікувального факультету.
У березні 1974 р. захистив докторську дисертацію «Вибір методу оперативного лікування виразкової хвороби шлунка і дванадцятипалої кишки».
У 1974—1999 рр. — директор Інституту загальної та невідкладної хірургії АМНУ (Харків).
У 1990 р. став лауреатом Державної премії УРСР в галузі науки і техніки за цикл робіт «Розробка, теоретичне обґрунтування та клінічне впровадження нових органозберігаючих методів хірургічного лікування кровоточивих виразок шлунка і дванадцятипалої кишки»
У 1995 р. обраний академіком Міжнародної академії наук екології та безпеки життєдіяльності.
Виконав більш як 10 тис. операцій на серці, легенях, середостінні, органах черевної порожнини.
Був заступником голови Наукового товариства хірургів України, заступником голови Харківського обласного товариства хірургів, головним редактором міжвідомчого збірника «Загальна і невідкладна хірургія», членом редколегії журналу «Клінічна хірургія», експертом ВАК України, членом проблемних комісій по хірургії в УРСР і СРСР, членом Міжнародного товариства європейських хірургів.

## Наукова діяльність
Вивчав проблеми невідкладної хірургії, зокрема гострої патології органів черевної порожнини, Також вивчав питання ізольованої перфузії органів у хірургії, лікування остеомієліту, гнійних ран, реноваскулярної гіпертонії й оклюзій, захворювань судин кінцівок та жовчокам'яної хвороби.
Автор понад 700 друкованих праць, в тому числі 32 монографій і 3 навчальних посібників, 59 авторських свідоцтв і патентів. Під його керівництвом захищені 61 кандидатська та 17 докторських дисертацій.

## Нагороди
- Орден Трудового Червоного Прапора (двічі)
- Медаль «За доблесну працю»
- Ювілейна медаль «За доблесну працю. В ознаменування 100-річчя Володимира Ілліча Леніна»
- Почесний знак «Відмінник охорони здоров'я».
- Почесний знак «За відмінні успіхи в роботі».

## Основні праці
- Флорикян А. К., Зайцев В. Т. Клиника, диагностика и лечение травмы грудной клетки, ее органов и сосудов. Учебное пособие. Москва, 1984.
- Зайцев В. Т., Алексеенко В. Е., Белый И. С. Неотложная хирургия брюшной полости. Киев, 1989.
- Интубация кишечника как метод профилактики ранних послеоперационных осложнений в неотложной хирургии брюшной полости. Москва, 1987;
- Комбинированные инвертированные с прецизионной техникой швы в хирургии остроосложненных пилородуоденальных язв. Харьков, 1995;
- Современные аспекты диагностики и лечения больных с эмболией легочной артерии. Харьков, 1995;
- Желчнокаменная болезнь. Харьков, 1998;
- Изменение иммунологических показателей у больных с острыми кровоточащими язвами желудка // Вісн. проблем біології і медицини. 1999. № 3 (усі — співавт.).